# Antiguo Ejército Nacional de Uganda
El Antiguo Ejército Nacional de Uganda (en inglés, Former Uganda National Army) fue un grupo rebelde ugandés que estuvo activo durante la guerra civil en Uganda y las diferentes insurgencias en el país.
El grupo afirmaba ser una continuación del Ejército de Uganda bajo el mando de Idi Amin, y estaba compuesto principalmente por leales a Amin. Llegó a ser dirigida por el general Isaac Lumago y el brigadier Amin Onzi. El grupo estuvo principalmente activo en el norte de Uganda, así como en Zaire y Sudán, donde operaron bases de retaguardia y adquirieron armas y equipos.
Inicialmente, el grupo luchó contra el gobierno de Milton Obote hasta 1985, cuando el oficial militar Tito Okello lanzó un golpe y derrocó al gobierno de Obote. Desde entonces hasta la ascensión de Yoweri Museveni a la presidencia en 1986, la FUNA apoyó al gobierno de Okello contra el rebelde Movimiento de Resistencia Nacional. Después de que Museveni asumiera el poder, FUNA volvió a ser un movimiento rebelde. FUNA se disolvió a finales de la década de 1990, mientras muchos de sus combatientes se unieron a la UNRF II y el Frente de la Ribera Occidental del Nilo.

## Historia

### Orígenes
La FUNA tuvo sus orígenes en la rebelión inicial del Nilo Occidental que inició la guerra civil en Uganda en 1980. Los leales al régimen depuesto de Idi Amin lanzaron una rebelión en la región del Nilo Occidental, con el objetivo de derrocar a Milton Obote. Estas fuerzas leales estaban desorganizadas y dirigidas por varios comandantes, algunos de los cuales incluso habían cuestionado su lealtad al gobierno anterior. Esto resultó en una división entre aquellos que querían distanciarse de Amin y aquellos que permanecieron específicamente leales a él. Aquellos que querían distanciarse formaron el Frente Nacional de Rescate de Uganda (UNRF) y los leales establecieron FUNA.

### Primeras operaciones
FUNA sostuvo que era el mismo Ejército de Uganda que operó durante el régimen de Amin, con su líder Isaac Lumago afirmando que "la estructura del ejército que se exilió después del derrocamiento de Amin permanece intacta en el sur de Sudán y el este de Zaire", en 1985. FUNA luchó a menudo con la UNRF y finalmente fue expulsada del país alrededor de julio de 1981. FUNA continuó activa en Zaire y Sudán durante la guerra civil, aunque siguió siendo más pequeña y más débil que su rival. Continuó lanzando ataques contra Uganda y siendo una molestia para las fuerzas gubernamentales.

### Integración en el gobierno
En julio de 1985, el general Tito Okello dio un golpe de Estado que derrocó al gobierno de Obote. El nuevo régimen de Okello logró hacer las paces con éxito con varios grupos armados, incluida la FUNA. Esto permitió que FUNA se integrara al ejército nacional y obtuvo un asiento en el consejo de la junta de Okello. Sin embargo, Okello gobernó hasta principios de 1986, cuando fue derrocado por el Ejército Nacional de Resistencia, y Yoweri Museveni tomó el poder. Esto terminó efectivamente la integración de FUNA al gobierno y el grupo volvería a ser un movimiento rebelde.

### Operaciones posteriores y disolución
FUNA continuó operando después de haberse finalizado la guerra civil, operando durante las insurgencias en Uganda a finales de los 80 y principios de los 90. La NRA logró que partes de la FUNA se integraran a las fuerzas gubernamentales, pero elementos del grupo continuaron activos. A principios de 1990, los oficiales de FUNA celebraron varias reuniones en Zaire y, según los informes, el grupo también lanzó varias incursiones en territorio ugandés. El grupo siguió siendo ligeramente activo desde principios hasta mediados de la década de 1990, pero fue eclipsado en gran medida por otros grupos insurgentes en Uganda. 
El surgimiento del Frente de la Ribera Occidental del Nilo y el UNRF II hizo que varios combatientes y oficiales de la FUNA desertaran para unirse a los nuevos movimientos insurgentes. No se sabe con precisión cuándo se disolvió el grupo, pero los informes de su actividad cesaron después de 1997.